# Varbergs hamn

Varbergs hamn är en export- och importhamn i Varberg i Hallands län. Sedan 2012 drivs Varbergs hamn tillsammans med Halmstads hamn under det gemensamma bolaget Hallands hamnar AB.
Hamnen har en årlig godsomsättning av cirka två miljoner ton. Exporten omfattar bland annat sågat virke, pappersmassa, stålprodukter och bränslepellets. Importen består av salt, cement, massaved, jordbruksprodukter med mera. Varbergs hamn är Nordens största hamn när det gäller export av sågade trävaror med daglig trafik till de brittiska öarna. 
Den nya djuphamnen kallas Farehamnen och har tillfart från Getterövägen. Den har 430 meter kaj med ett djupgående av 11 meter och kan ta emot fartyg av 240 meters längd. 1 000 meter övrig kajlängd har ett djupgående av 5,2–8 meter. Bogserbåt och lots dygnet runt erbjuds gästande fartyg.
Hamnens rororamp är 25 meter bred. Maskinparken innehåller 10 kranar samt 35 gaffeltruckar och övriga maskiner. Järnvägsspår ansluter till hamnområdet.
Färjelinjen Varberg–Grenå drevs 1960–2020.
För gästande fritidsbåtar finns plats och service i innerhamnen, men Varbergs huvudsakliga gästhamn är belägen vid Klöven på Getterön, cirka två kilometer från Varbergs hamn.

## Historik

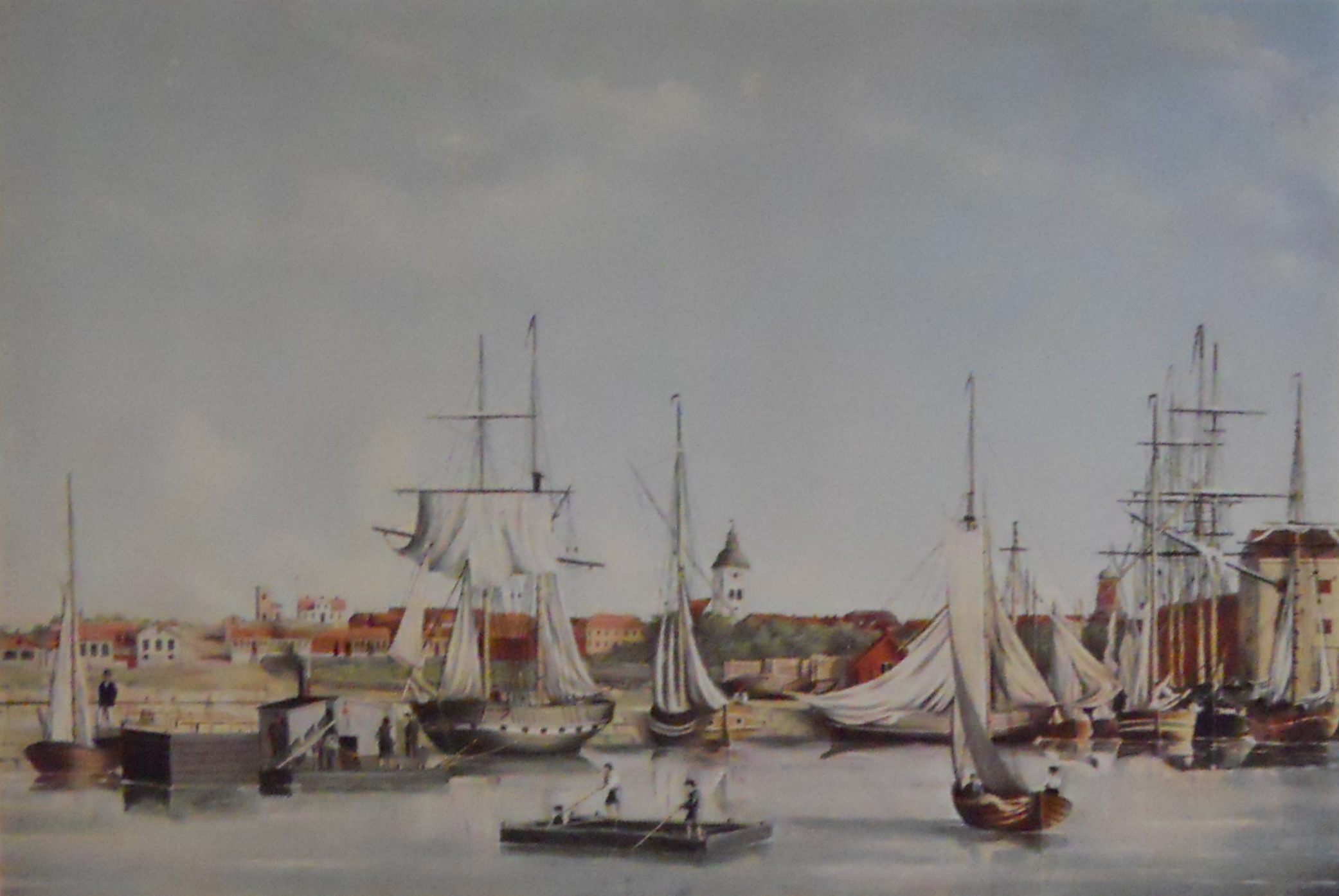
Varbergs hamn 1859, oljemålning av Birger Sjöberg. I bakgrunden stadens kyrktorn.

För att pråmar skulle kunna ta iland last de tagit över från fartyg byggdes i början av 1700-talet en hamnbrygga. En bro där fartygen kunde lägga till direkt byggdes 1784 och restaurerades 1816. Staden övertog hamnen 1843. De köpte ett mudderverk och genomförde omfattande arbeten i hamnen. Den fick ett djup på 3 meter och en kajlängd på omkring 100 meter. Hallands Ångbåtsaktiebolag började trafikera hamnen 1852. Mellan 1859 och 1863 var våg- och stämpelavgifterna så pass höga i Göteborgs hamn att flera köpmän där valde att istället importera över Varberg. Nya utbyggnader skedde under 1880-talet då hamndjupet ökades till 5 meter och kajlängden till 800 meter. Senare under seklet skedde ytterligare utbyggnader.
Under 1980-talet fylldes delar av hamnen igen, kajen nådde förbi hamnmagasinet och är parkeringsplats i dagsläget.